# Harris (Wisconsin)
Harris – miasto w Stanach Zjednoczonych, w stanie Wisconsin, w hrabstwie Marquette.